# Битов
 Тази статия е за града в Полша.  За замъка в Чехия вижте Битов (замък).  
Бѝтов или Битув (на полски: Bytów; на кашубски: Bëtowò; на немски: Bütow) е град в Северна Полша, Поморско войводство. Административен център е на Битовски окръг, както и на градско-селската Битовска община. Заема площ от 8,72 км2. Към 2011 година населението му възлиза на 16650 жители.